# Districtul Rhein-Erft
Rhein-Erft-Kreis  (Rin-Erft) este un  district rural (în germană Kreis) situat în sud-vestul landului Renania de Nord-Westfalia, Germania.

## Orașe
- Bedburg
- Bergheim
- Brühl (Rheinland)
- Erftstadt
- Frechen
- Hürth
- Kerpen
- Pulheim
- Wesseling

## Districte vecine
La nord se află districtul Rhein-Neuss la est orașul Köln în sud districtul  Rhein-Sieg și Euskirchen, iar la vest districtul Düren.